# Capharnaum
Capharnaum ist eine Technical-Death-Metal-Band aus Sanford (Florida). Einige Mitglieder spielen noch bei anderen Bands, wie Mike Poggione (Monstrosity) und Matthew Heafy (Trivium).

## Geschichte
Capharnaum wurde 1993 von Jason und Jordan Suecof gegründet, die die einzigen konstanten Mitglieder der Band sind. 1997 veröffentlichte die Band ihr Debütalbum Reality Only Fantasized. Ein Jahr später, nahmen sie die Demo Plague of Spirits auf. 2004 veröffentlichten sie das Album Fractured, welches in den Audio Hammer Studios von Jason Suecof aufgenommen wurde, bei dem Label Willowtip Records.

## Stil
Die Musik von Capharnaum wird als eine Mischung aus Nile und Obituary beschrieben. Besonders charakteristisch ist die anspruchsvolle, technische Spielweise der Stücke. Die Band zieht dabei auch Anleihen aus dem Jazz heran.

## Diskografie
- 1997: Reality Only Fantasized
- 1998: Plague of Spirits (Demo)
- 2004: Fractured